# Björneborg
Björneborg – miejscowość (tätort) w Szwecji, w regionie administracyjnym (län) Värmland, w gminie Kristinehamn.
Według danych Szwedzkiego Urzędu Statystycznego liczba ludności wyniosła: 1237 (31 grudnia 2015), 1178 (31 grudnia 2018) i 1110 (31 grudnia 2019).